# John Gray
Para el filósofo político véase John N. Gray; para otros usos véase John Gray (desambiguación)
John Henry Gray (2 de marzo de 1866 – 14 de junio de 1934) fue un poeta y traductor inglés cuyas obras incluyen Silverpoints, The Long Road y Park: A Fantastic Story. Se cree que sirvió de inspiración al personaje de Dorian Gray en la obra de Wilde. El crítico Valentine Cunningham ha descrito a Gray como el «estereotipo de poeta de los años noventa».
Su sobrino nieto Crispin Gray es músico de rock alternativo.

## Biografía
Nació en el distrito obrero de Bethnal Green, Londres, siendo el mayor de nueve hermanos. Abandonó los estudios a los trece años para trabajar como aprendiz de la metalurgia en el Royal Arsenal, Londres. Para continuar su educación asistió a clases nocturnas, donde aprendió francés, alemán, latín, música y arte. En 1882 aprobó las pruebas de funcionario público y cinco años después, los exámenes de acceso de la Universidad de Londres.

## Esteticismo
John Gray es conocido, sobre todo, por su papel de poeta estético a fines del siglo XIX y por su amistad con Ernest Dowson, Aubrey Beardsley y Oscar Wilde. También fue un traductor de talento, transcribiendo al inglés obras de los simbolistas franceses Mallarmé, Verlaine, Laforgue y Rimbaud, a menudo por primera vez.
Se afirma que sirvió de inspiración al protagonista de El retrato de Dorian Gray de Wilde, si bien Gray intentó mantenerse distanciado de ese rumor. El relato de Wilde apareció, por capítulos, en la Lippincott's Monthly Magazine un año antes de que ambos iniciaran su relación. Esta fue inicialmente intensa, pero ya se había enfriado hacía más de dos años antes de la época del encarcelamiento de Wilde. Parece que la relación alcanzó su mayor apogeo entre 1891 y 1893.

## Producción literaria
La primera publicación destacable de Gray fue una recopilación de versos llamada Silverpoints (1893), que consistía en dieciséis poemas originales y trece traducciones de poemas de Verlaine, Mallarmé, Rimbaud y Baudelaire. Richard Le Galienne, en una de sus reseñas, diferencia esta obra respecto a la de otros muchos poetas «decadentes» por su incapacidad de alcanzar «la abstracción complaciente de la mayor vida de la humanidad que es lo que marca la decadencia». 
Su segundo volumen, Spiritual Poems (1896), escrito en varios idiomas, lo definirían desde sus comienzos como un esteta católico. Contenía once poemas originales y veintinueve traducciones de poemas de Jacopone da Todi, Prudencio, Verlaine, Angelus Silesius, Notker Balbulus, San Juan de la Cruz y otros poetas, tanto católicos como protestantes. 
Las obras posteriores de Gray fueron principalmente devocionales y a menudo en relación con varios santos cristianos. The Long Road (1926) contenía su poema más conocido "The Flying Fish" («El pez volador»), una alegoría que apareció por primera vez en The Dial en 1896. Gray publicó una novela, Park: A Fantastic Story (1932), una alegoría surrealista ambientada en el futuro sobre el Padre Mungo Park, un sacerdote que en un sueño despierta en una Gran Bretaña que se ha convertido en un paraíso posindustrial habitado por negros, todos católicos, y por los descendientes que degeneraron a partir de la población blanca, que viven bajo tierra como ratas. Es característico de esta novela ciertas dosis de humor seco, como cuando un prior dominico se pregunta si Park podría haber conocido a Santo Tomás de Aquino. 
La recopilación de poemas de Gray, con notas explicativas, fueron publicados en 1988 en un volumen por el filólogo y experto en los años finales del siglo XIX, Ian Fletcher.

## Catolicismo
Como muchos de los artistas de aquel período, Gray se convirtió a la fe católica. Recibió el bautismo el 14 de febrero de 1890. Parece que el juicio de Oscar Wilde propició una intensa búsqueda espiritual en Gray y volvió a abrazar la fe católica en 1895. Esto se reflejó en su obra poética, puesto que en 1895 publicó Spiritual Poems (Poemas espirituales) compuesto en varios idiomas. 
Dejó su puesto en el Ministerio de Asuntos Exteriores e ingresó en el Scots College, en Roma, ordenándose sacerdote de mano del Cardenal Pietro Respighi en San Juan de Letrán el 21 de diciembre de 1901. Ejerció en Edimburgo, primero en Saint Patrick y posteriormente, como rector en Saint Peter. 
Su apoyo más importante, y compañero de por vida, fue Marc André Raffalovich, acaudalado poeta y temprano ensayista y defensor de la homosexualidad. Raffalovich también se convertiría al catolicismo en 1896 y se unió a la orden tercera de Santo Domingo. Cuando Gray marchó a Edimburgo, Raffalovich se instaló cerca. Ayudó a financiar el templo de St Peter en Morningside donde Gray ejerció como sacerdote el resto de su vida. Ambos mantuvieron una casta relación hasta la muerte repentina de Raffalovich en 1934. Gray, profundamente afectado, murió exactamente cuatro meses más tarde en el asilo de St Raphael, en Edimburgo, tras una corta enfermedad.

## Obras biográficas
- Fletcher, Ian (ed.). The Poems of John Gray. Greensboro, North Carolina: ELT Press, 1988.
- Sewell, Brocard. In The Dorian Mode (A Life of John Gray: 1866 – 1934). Padstow, Cornwall: Tabb House, 1983.